# Buren (Gelderland)
Buren és un municipi de la província de Gelderland, al centre-oest dels Països Baixos. L'1 de gener del 2009 tenia 25.726 habitants repartits sobre una superfície de 142,93 km² (dels quals 8,56 km² corresponen a aigua). Limita al nord-oest amb Culemborg i Wijk bij Duurstede (U), al nord amb Utrechtse Heuvelrug (U), al nord-oest amb Rhenen, al sud-oest amb Geldermalsen, al sud amb Tiel i al sud-est amb Neder-Betuwe.

## Centres de població
Aalst, Asch, Beusichem, Buren, Eck en Wiel, Erichem, Ingen, Kerk-Avezaath, Lienden, Maurik, Ommeren, Ravenswaaij, Rijswijk, Zoelen i Zoelmond.

## Galeria d'imatges

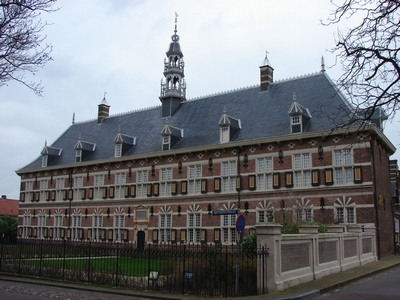
Antic orfenat
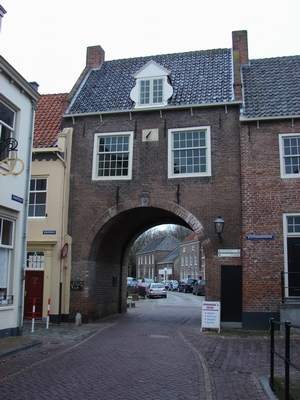
Porta de la ciutat
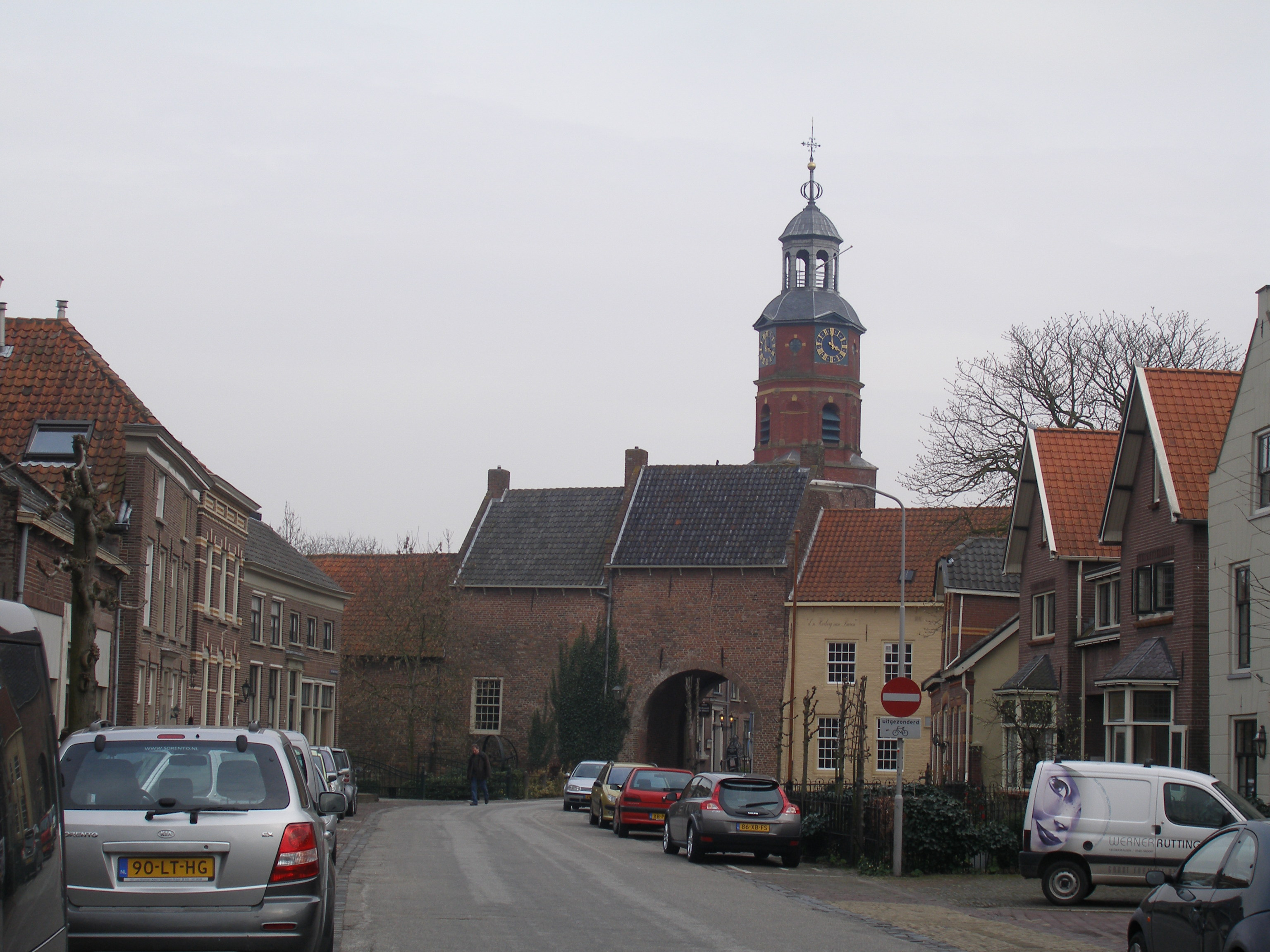
Església de St Lambrecht
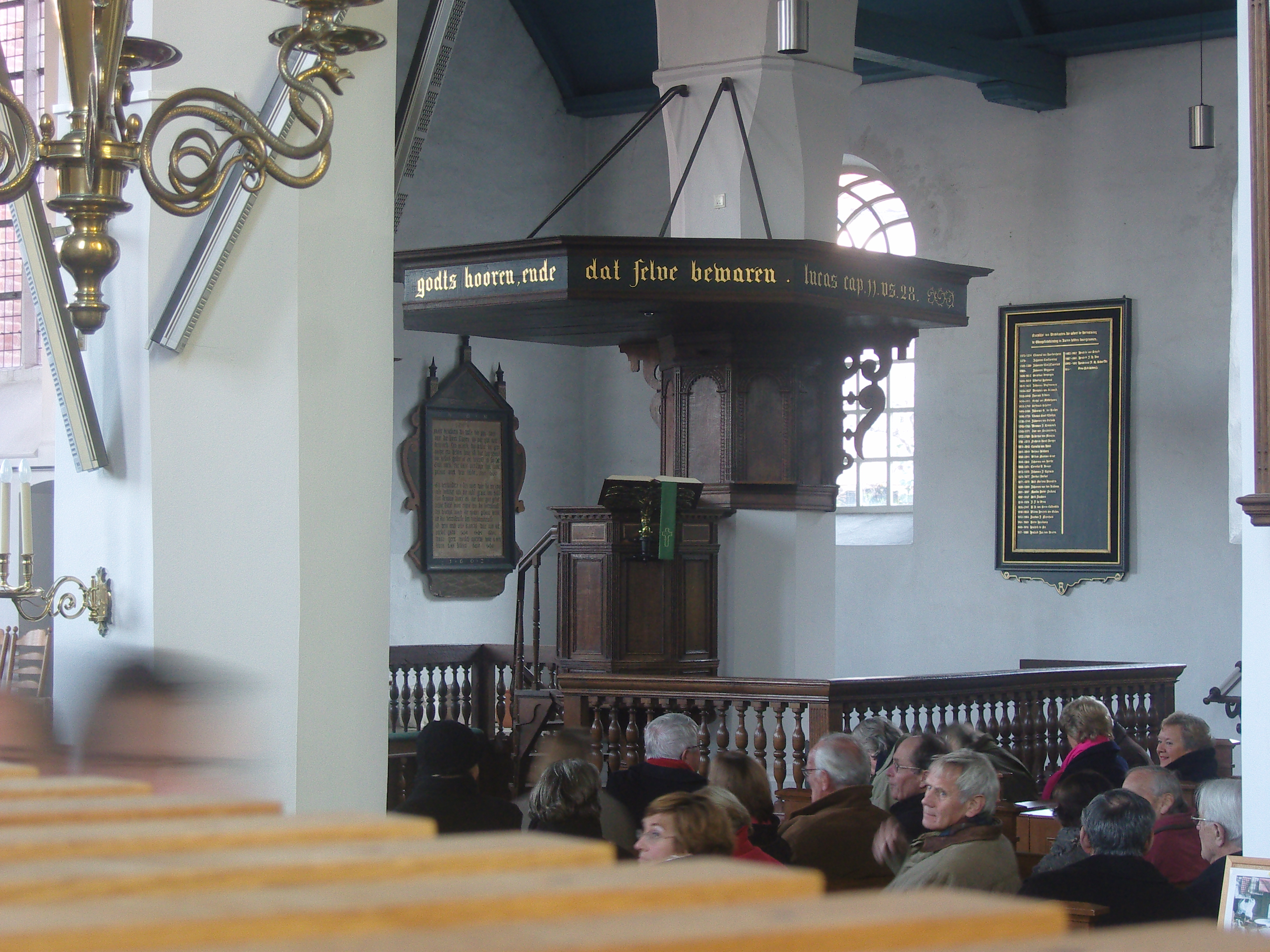
Púlpit en l'Església de St. Lambrecht.